# دومينيكا في الألعاب الأولمبية
دومينيكا في الألعاب الأولمبية تقوم اللجنة الأولمبية الدومينيكية بالإشراف في شؤون مشاركة دومينيكا في الألعاب الأولمبية، شاركت دومينيكا أول مرة في الألعاب الأولمبية في دورة 1996 في أتالانتا في الولايات المتحدة، لم تفز دومينيكا حتى الآن بأي ميدالية أولمبية.